# مدمر
مدمر (بالإنجليزية: Destroyer)‏، فيلم جريمة إثارة من إنتاج عام 2018.الفيلم من إخراج كارين كوساما وتأليف مات مانفريدي وفيل هاي ومن بطولة نيكول كيدمان،توبي كيبيل،تاتيانا ماسلاني،سكوت مكنيري،برادلي ويتفورد وسيباستيان ستان.
تم عرض الفيلم لأول مرة في مهرجان تيلورايد السينمائي يوم 31 أغسطس 2018 ومن المقرر عرضه في صالات السينما يوم 25 ديسمبر 2018.

## ملخص الفيلم
تدور الأحداث حول محققة شرطة تُدعى (إيرين بيل) والتي تبدو عليها ملامح التعب والإرهاق، بسبب ماضيها الذي يطاردها بعد سنوات من تسللها إلى عصابة متخفية في عملية كانت لها عواقب مدمّرة.

## طاقم العمل
- نيكول كيدمان في دور المحققة ايرين بيل
- سيباستيان ستان في دور المحقق كريس
- توبي كيبيل في دور سيلاس
- تاتيانا ماسلاني في دور بيترا
- برادلي ويتفورد في دور دي فرانكو
- جايد بيتيجون في دور شيلبي بيل
- سكوت مكنيري في دور إيثان
- توبي هوس في دور جيل لوسون

## عرض الفيلم
تم عرض الفيلم لأول مرة في مهرجان تيلورايد السينمائي يوم 31 أغسطس 2018. وعرض في مهرجان تورونتو السينمائي الدولي 2018. ومن المقرر عرضه في صالات السينما يوم 25 ديسمبر 2018.

## روابط خارجية
- مدمر على موقع IMDb (الإنجليزية)
- مدمر على موقع ميتاكريتيك (الإنجليزية)
- مدمر على موقع روتن توميتوز (الإنجليزية)
- مدمر على موقع نتفليكس (الإنجليزية)
- مدمر على موقع ألو سيني (الفرنسية)
- مدمر على موقع بوكس أوفيس موجو (الإنجليزية)
- مدمر على موقع فيلمافينيتي (الإسبانية)
- مدمر على موقع قاعدة بيانات الفيلم (الإنجليزية)
- مدمر على موقع ليتربوكسد (الإنجليزية)
- مدمر على موقع كينوبويسك (الروسية)